# Slovenija na Svetovnem prvenstvu v košarki 2010
Slovenija na Svetovnem prvenstvu v košarki 2010 v Turčiji, kjer je pod vodstvom selektorja Memija Bečiroviča osvojila osmo mesto. V predtekmovalni skupini D je proti ameriški, brazilski, hrvaški, iranski in tunizijski reprezentanci osvojila drugo mesto s štirimi zmagami in enim porazom ter se uvrstila v osmino finala, kjer je premagala avstralsko reprezentanco. S tem se je uvrstila v četrtfinale, kjer je izgubila proti turški reprezentanci, v boju za peto do osmo mesto pa je izgubila proti španski in ruski reprezentanci.

## Postava
- Selektor:  Memi Bečirovič

| Poz. | #  | Ime              | Višina | Teža   | Klub              |
| ---- | -- | ---------------- | ------ | ------ | ----------------- |
| KC   | 4  | Slokar, Uroš     | 210 cm | 116 kg | Montepaschi Siena |
| Org  | 5  | Lakovič, Jaka    | 186 cm | 82 kg  | Barcelona Bàsquet |
| C    | 6  | Rizvič, Hasan    | 212 cm |        | Unics Kazan       |
| Org  | 7  | Bečirovič, Sani  | 195 cm |        | Union Olimpija    |
| B    | 8  | Klobučar, Jaka   | 198 cm | 85 kg  | KK Partizan       |
| B    | 9  | Udrih, Samo      | 195 cm | 91 kg  | CB Estudiantes    |
| K    | 10 | Nachbar, Boštjan | 207 cm | 102 kg | Efes Pilsen       |
| Org  | 11 | Dragić, Goran    | 193 cm | 82 kg  | Phoenix Suns      |
| K    | 12 | Jagodnik, Goran  | 203 cm | 104 kg | KK Vršac          |
| K    | 13 | Zupan, Miha      | 205 cm |        | KK St. Petersburg |
| C    | 14 | Vidmar, Gašper   | 210 cm |        | Fenerbahçe Ülker  |
| C    | 15 | Brezec, Primož   | 216 cm | 116 kg | Milwaukee Bucks   |

## Tekme

### Prvi krog - skupina B
| Reprezentanca | T | Z | P | DT  | PT  | KR   | Toč |
| ------------- | - | - | - | --- | --- | ---- | --- |
| ZDA           | 5 | 5 | 0 | 455 | 331 | +124 | 10  |
| Slovenija     | 5 | 4 | 1 | 393 | 376 | +17  | 9   |
| Brazilija     | 5 | 3 | 2 | 398 | 354 | +44  | 8   |
| Hrvaška       | 5 | 2 | 3 | 395 | 407 | −12  | 7   |
| Iran          | 5 | 1 | 4 | 301 | 367 | −66  | 6   |
| Tunizija      | 5 | 0 | 5 | 300 | 407 | −107 | 5   |

| 28. avgust 16:30 | Poročilo | Tunizija                                                   | 56 – 80 | Slovenija                   | Dvorana: Abdi İpekçi Arena, Carigrad Gledalcev: 12,500 Sodniki: Romualdas Brazauskas , Jose Hernan Melgarejo Pinto (COL), Stephen Seibel (CAN) |  |
| 28. avgust 16:30 | Poročilo | Četrtine: 14–22, 14–17, 12–24, 16–17                       |         |                             | Dvorana: Abdi İpekçi Arena, Carigrad Gledalcev: 12,500 Sodniki: Romualdas Brazauskas , Jose Hernan Melgarejo Pinto (COL), Stephen Seibel (CAN) |  |
| 28. avgust 16:30 | Poročilo | Točke: Slimane 11 Skok: Mejri 6 Asist.: Slimane, Kechrid 2 |         | Dragić 16 Vidmar 7 Dragić 8 | Dvorana: Abdi İpekçi Arena, Carigrad Gledalcev: 12,500 Sodniki: Romualdas Brazauskas , Jose Hernan Melgarejo Pinto (COL), Stephen Seibel (CAN) |  |

| 29. avgust 16:30 | Poročilo | Slovenija                                                     | 77 – 99 | ZDA                               | Dvorana: Abdi İpekçi Arena, Carigrad Gledalcev: 12,500 Sodniki: Jose Martin (ESP), Christos Christodoulou (GRE), Stephen Seibel (CAN) |  |
| 29. avgust 16:30 | Poročilo | Četrtine: 11–23, 17–19, 18–25, 31–32                          |         |                                   | Dvorana: Abdi İpekçi Arena, Carigrad Gledalcev: 12,500 Sodniki: Jose Martin (ESP), Christos Christodoulou (GRE), Stephen Seibel (CAN) |  |
| 29. avgust 16:30 | Poročilo | Točke: Nachbar 13 Skok: Nachbar 4 Asist.: Dragić, Bečirović 4 |         | Durant 22 Love 11 Rose, Billups 5 | Dvorana: Abdi İpekçi Arena, Carigrad Gledalcev: 12,500 Sodniki: Jose Martin (ESP), Christos Christodoulou (GRE), Stephen Seibel (CAN) |  |

| 30. avgust 16:30 | Poročilo | Slovenija                                                          | 91 – 84 | Hrvaška                | Dvorana: Abdi İpekçi Arena, Carigrad Gledalcev: 12,500 Sodniki: Reynaldo Antonio Mercedes Sanchez (DOM), Yuji Hirahara (JPN), David Chambon (FRA) |  |
| 30. avgust 16:30 | Poročilo | Četrtine: 16–18, 23–26, 26–15, 26–25                               |         |                        | Dvorana: Abdi İpekçi Arena, Carigrad Gledalcev: 12,500 Sodniki: Reynaldo Antonio Mercedes Sanchez (DOM), Yuji Hirahara (JPN), David Chambon (FRA) |  |
| 30. avgust 16:30 | Poročilo | Točke: Slokar, Lakovič 15 Skok: Brezec 8 Asist.: Dragić, Lakovič 4 |         | Ukić 20 Žorić 9 Ukić 7 | Dvorana: Abdi İpekçi Arena, Carigrad Gledalcev: 12,500 Sodniki: Reynaldo Antonio Mercedes Sanchez (DOM), Yuji Hirahara (JPN), David Chambon (FRA) |  |

| 1. september 21:30 | Poročilo | Brazilija                                                      | 77 – 80 | Slovenija                          | Dvorana: Abdi İpekçi Arena, Carigrad Gledalcev: 12,500 Sodniki: Jose Martin (ESP), Recep Ankarali (TUR), Reynaldo Antonio Mercedes Sanchez (DOM) |  |
| 1. september 21:30 | Poročilo | Četrtine: 18–20, 12–24, 21–23, 26–13                           |         |                                    | Dvorana: Abdi İpekçi Arena, Carigrad Gledalcev: 12,500 Sodniki: Jose Martin (ESP), Recep Ankarali (TUR), Reynaldo Antonio Mercedes Sanchez (DOM) |  |
| 1. september 21:30 | Poročilo | Točke: Machado 20 Skok: Varejão, Splitter 4 Asist.: Huertas 10 |         | Lakovič 20 Bečirovič 9 Bečirovič 4 | Dvorana: Abdi İpekçi Arena, Carigrad Gledalcev: 12,500 Sodniki: Jose Martin (ESP), Recep Ankarali (TUR), Reynaldo Antonio Mercedes Sanchez (DOM) |  |

| 2. september 19:00 | Poročilo | Slovenija                                           | 65 – 60 | Iran                          | Dvorana: Abdi İpekçi Arena, Carigrad Gledalcev: 12,500 Sodniki: Yuji Hirahara (JPN), Christos Christodoulou (GRE), Reynaldo Antonio Mercedes Sanchez (DOM) |  |
| 2. september 19:00 | Poročilo | Četrtine: 19–6, 9–17, 24–11, 13–26                  |         |                               | Dvorana: Abdi İpekçi Arena, Carigrad Gledalcev: 12,500 Sodniki: Yuji Hirahara (JPN), Christos Christodoulou (GRE), Reynaldo Antonio Mercedes Sanchez (DOM) |  |
| 2. september 19:00 | Poročilo | Točke: Dragić 18 Skok: Dragić 6 Asist.: Bečirovič 3 |         | Haddadi 15 Kazemi 14 Davari 4 | Dvorana: Abdi İpekçi Arena, Carigrad Gledalcev: 12,500 Sodniki: Yuji Hirahara (JPN), Christos Christodoulou (GRE), Reynaldo Antonio Mercedes Sanchez (DOM) |  |

### Osmina finala
| 5. september 18:00 | Poročilo | Slovenija                                         | 87 – 58 | Avstralija                  | Dvorana: Sinan Erdem Dome, Carigrad Gledalcev: 15.000 |  |
| 5. september 18:00 | Poročilo | Četrtine: 16–8, 26–13, 29–24, 16–13               |         |                             | Dvorana: Sinan Erdem Dome, Carigrad Gledalcev: 15.000 |  |
| 5. september 18:00 | Poročilo | Točke: Lakovič 19 Skok: Rizvić 5 Asist.: Dragić 8 |         | Ingles 13 Nielsen 8 Mills 3 | Dvorana: Sinan Erdem Dome, Carigrad Gledalcev: 15.000 |  |

### Četrtfinale
| 8. september 21:00 | Poročilo | Turčija                                                             | 95 – 68 | Slovenija                                  | Dvorana: Sinan Erdem Dome, Carigrad Gledalcev: 15.000 Sodniki: Jose Anibal Carrion (PUR), Anthony Dewayne Jordan (USA), Cristiano Jesus Maranho (BRA) |  |
| 8. september 21:00 | Poročilo | Četrtine: 27–14, 23–17, 21–12, 24–25                                |         |                                            | Dvorana: Sinan Erdem Dome, Carigrad Gledalcev: 15.000 Sodniki: Jose Anibal Carrion (PUR), Anthony Dewayne Jordan (USA), Cristiano Jesus Maranho (BRA) |  |
| 8. september 21:00 | Poročilo | Točke: İlyasova 19 Skok: İlyasova, Erden, Aşık 5 Asist.: Türkoğlu 7 |         | Bečirovič, Nachbar 16 Brezec 5 Bečirovič 6 | Dvorana: Sinan Erdem Dome, Carigrad Gledalcev: 15.000 Sodniki: Jose Anibal Carrion (PUR), Anthony Dewayne Jordan (USA), Cristiano Jesus Maranho (BRA) |  |

### Za 5. do 8. mesto
| 10. september | Poročilo | Španija                                            | 97 – 80 | Slovenija                             | Dvorana: Sinan Erdem Dome, Carigrad Gledalcev: 15.000 Sodniki: Romualdas Brazauskas (LTU), Murat Biricik (TUR), Olegs Latisevs (LAT) |  |
| 10. september | Poročilo | Četrtine: 16–23, 22–18, 26–21, 33–18               |         |                                       | Dvorana: Sinan Erdem Dome, Carigrad Gledalcev: 15.000 Sodniki: Romualdas Brazauskas (LTU), Murat Biricik (TUR), Olegs Latisevs (LAT) |  |
| 10. september | Poročilo | Točke: Navarro 26 Skok: Reyes 10 Asist.: Navarro 7 |         | Lakovič, Dragić 19 Brezec 9 Lakovič 4 | Dvorana: Sinan Erdem Dome, Carigrad Gledalcev: 15.000 Sodniki: Romualdas Brazauskas (LTU), Murat Biricik (TUR), Olegs Latisevs (LAT) |  |

| 11. september | Poročilo | Slovenija                                         | 78 – 83 | Rusija                    | Dvorana: Sinan Erdem Dome, Carigrad Gledalcev: 15.000 Sodniki: Guerrino Cerebuch (ITA), Recep Anakrali (TUR), Fernando Rocha(POR) |  |
| 11. september | Poročilo | Četrtine: 23–21, 14–9, 22–22, 19–31               |         |                           | Dvorana: Sinan Erdem Dome, Carigrad Gledalcev: 15.000 Sodniki: Guerrino Cerebuch (ITA), Recep Anakrali (TUR), Fernando Rocha(POR) |  |
| 11. september | Poročilo | Točke: Nachbar 20 Skok: Slokar 7 Asist.: Dragić 7 |         | Mozgov 19 Monja 7 Bikov 7 | Dvorana: Sinan Erdem Dome, Carigrad Gledalcev: 15.000 Sodniki: Guerrino Cerebuch (ITA), Recep Anakrali (TUR), Fernando Rocha(POR) |  |

## Statistika
| Igralec          | OT | OMin | Za 2    | Za 2 | Za 3   | Za 3 | Pr. m.  | Pr. m. | Sk | Sk  | Sk  | P   | ON  | IŽ  | UŽ | Bl | Toč | TnT  |
| Igralec          | OT | OMin | Z/P     | %    | Z/P    | %    | Z/P     | %      | NS | OS  | SK  | P   | ON  | IŽ  | UŽ | Bl | Toč | TnT  |
| ---------------- | -- | ---- | ------- | ---- | ------ | ---- | ------- | ------ | -- | --- | --- | --- | --- | --- | -- | -- | --- | ---- |
| Dragić, Goran    | 9  | 250  | 27/50   | 54   | 10/36  | 27,8 | 30/42   | 71,4   | 8  | 22  | 30  | 37  | 18  | 24  | 10 | 0  | 114 | 12,7 |
| Nachbar, Boštjan | 9  | 244  | 24/43   | 55,8 | 15/37  | 40,5 | 15/22   | 68,2   | 0  | 36  | 36  | 8   | 28  | 9   | 5  | 3  | 108 | 12,0 |
| Lakovič, Jaka    | 8  | 220  | 8/15    | 53,3 | 22/53  | 41,5 | 13/18   | 72,2   | 3  | 8   | 11  | 18  | 11  | 16  | 8  | 0  | 95  | 11,9 |
| Bečirovič, Sani  | 9  | 203  | 13/27   | 48,1 | 7/22   | 31,8 | 33/35   | 94,3   | 5  | 22  | 27  | 28  | 20  | 18  | 14 | 0  | 80  | 8,9  |
| Brezec, Primož   | 9  | 183  | 30/47   | 63,8 | 1/2    | 50   | 10/15   | 66,7   | 11 | 30  | 41  | 1   | 18  | 6   | 2  | 1  | 73  | 8,1  |
| Slokar, Uroš     | 8  | 170  | 15/31   | 48,4 | 5/13   | 38,5 | 16/18   | 88,9   | 15 | 23  | 38  | 5   | 26  | 7   | 3  | 1  | 61  | 7,6  |
| Zupan, Miha      | 9  | 154  | 13/24   | 54,2 | 8/19   | 42,1 | 6/7     | 85,7   | 12 | 16  | 28  | 7   | 23  | 4   | 5  | 1  | 56  | 6,2  |
| Vidmar, Gašper   | 9  | 127  | 21/38   | 55,3 | 0/1    | 0    | 10/19   | 52,6   | 12 | 17  | 29  | 3   | 24  | 15  | 5  | 3  | 52  | 5,8  |
| Udrih, Samo      | 7  | 109  | 7/13    | 53,8 | 6/17   | 35,3 | 3/6     | 50     | 0  | 6   | 6   | 7   | 18  | 8   | 4  | 0  | 35  | 5,0  |
| Jagodnik, Goran  | 6  | 58   | 3/10    | 30   | 2/8    | 25   | 2/2     | 100    | 6  | 4   | 10  | 3   | 13  | 3   | 2  | 0  | 14  | 2,3  |
| Rizvič, Hasan    | 5  | 38   | 4/9     | 44,4 | 0/0    | 0    | 4/5     | 80     | 4  | 8   | 12  | 1   | 4   | 2   | 1  | 3  | 12  | 2,4  |
| Klobučar, Jaka   | 5  | 48   | 1/1     | 100  | 1/8    | 12,5 | 1/2     | 50     | 1  | 2   | 3   | 1   | 7   | 4   | 3  | 0  | 6   | 1,2  |
| Skupaj:          |    | 1804 | 166/308 | 53,9 | 77/216 | 35,6 | 143/191 | 74,9   | 89 | 217 | 306 | 119 | 210 | 120 | 62 | 12 | 706 | 78,4 |